# ارنست نویفرت

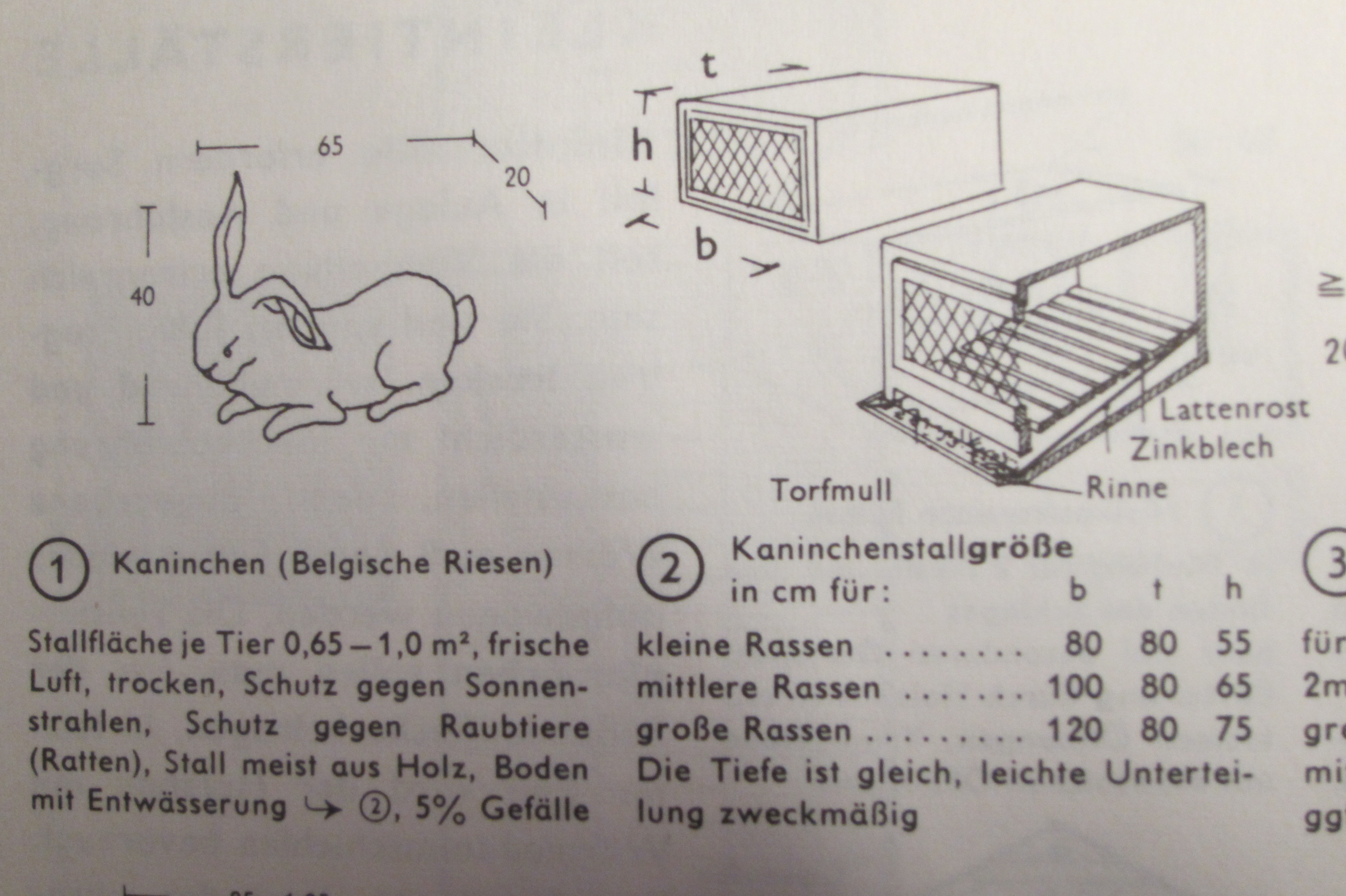
Bladzijde uit de ساختمان نظریه طراحی، ارنست نوفرت، ۱۹۷۳

ارنست نویفرت (به آلمانی: Ernst Neufert) (۱۵ مارس ۱۹۰۰–۲۳ فوریه ۱۹۸۶) یک معمار آلمانی بود که به عنوان دستیار والتر گروپیوس شناخته می‌شد و به دلیل نوشتن جزوه‌ها و استانداردهای معماری و به خصوص کتاب داده‌های معماران نویفرت مشهور گردید.

## کتاب داده‌های معماران (نویفرت)
ارنست نویفرت در وایمار از سال ۱۹۲۶ پس از فارغ‌التحصیل شدن از باوهاوس به جمع‌آوری استانداردهای معماری و ساختمان‌ها پرداخت. وی اولین کتاب راهنمایش را در سال ۱۹۳۶ چاپ کرد که به ۱۷ زبان ترجمه شد و نسخهٔ آلمانی آن ۳۹ بار ویرایش یافت اولین نسخهٔ انگلیسی آن در سال ۱۹۷۰ در آمریکا چاپ شد و با کتاب گرافیک استاندارد معماری رقابت می‌کرد و تا سال ۱۹۸۶ ویراستار آن خود ارنست نویفرت بود